# Сареле
Сареле или Саръер (на гръцки: Κίδαρις, Кидарис) е село в Западна Тракия, Гърция в дем Мустафчово (Мики).

## История
Според Любомир Милетич към 1912 година Сарияръ е помашко село в Даръдерската каза.